# Sandra Achums
Sandra Achums es una personalidad de televisión, filántropa y actriz nigeriana.

## Biografía
Achums nació en el estado de Imo que se encuentra en la parte sureste de la nación de África Occidental; Nigeria. Tuvo su educación primaria y secundaria en el estado de Lagos y asistió a la universidad estatal Isolo Lagos.

## Carrera
Debutó en 1995 en la industria cinematográfica nigeriana con una película titulada Deadly Affair, donde apareció junto a otros actores veteranos de nollywood; Dolly Unachukwu, Jide Kosoko y Emeka Ike. Esta película eventualmente se convertiría en un clásico y en su trampolín hacia el centro de atención.

## Vida personal
En 2006 se mudó de Nigeria a Alemania donde reside con su esposo e hijos.

## Filmografía seleccionada
- Gone Forever (2006)
- Circle Of Tears (2004)
- Circle Of Tears II (2004)
- End Of The Game (2004)
- Expensive Game (2004)
- Ashanti (2003)
- Against The World (2003)
- Family Crisis (2003)
- Family Crisis II (2003)
- Six Problem Girls (2003)
- Tears In The Sun (2003)
- Outkast (2001)
- Oukast II (2002)
- Blue Sea (2002)
- Tears & Sorrows (2002)
- Tears & Sorrows II (2002)
- Hatred (2001)
- Hatred II (2001)
- Hatred III (2001)
- Oil Village (2001)
- Oil Village II (2001)
- The Last Vote (2001)
- My Cross (1998)
- Deadly Affair (1995)
- Deadly Affair II (1997)
- Domitilla (1996)
- Karashika (1998)
- Karashika II (1999)